# NUDT19
NUDT19 (англ. Nudix hydrolase 19) – білок, який кодується однойменним геном, розташованим у людей на довгому плечі 19-ї хромосоми. Довжина поліпептидного ланцюга білка становить 375 амінокислот, а молекулярна маса — 42 233.
| 10         |  | 20         |  | 30         |  | 40         |  | 50         |
| ---------- |  | ---------- |  | ---------- |  | ---------- |  | ---------- |
| MSSSLRPGPS |  | RWRRAASIVL |  | AAGWSRPETA |  | TPPSRPPPAE |  | GFRLLLLQRS |
| PHQGFMPGAH |  | VFSGGVLDAA |  | DRSADWLGLF |  | APHHGPPRFG |  | LGPAPFSRTA |
| FPSLPDTDDH |  | KTDNTGTLPE |  | DVAFRICAVR |  | EAFEEAGVLL |  | LRPRTSPPGP |
| APGPGLALEP |  | PPGLASWRDR |  | VRQDPRHFLR |  | LCAHLDCTPD |  | IWALHNWSAW |
| LTPFLRGTTR |  | RFDTAFFLCC |  | LREPPPVYPD |  | LAEVVGYQWS |  | SPSEATESFL |
| SKEIWLPPPQ |  | FYEVRRLANF |  | ASLSDLHKFC |  | LGRALEGLER |  | WLPIILLTAD |
| GMVHLLPGDE |  | LYLEDSDFLE |  | NLMSTEKKTE |  | EIMKEGKQFH |  | RIVTYHRHLY |
| DIHVTVQPKY |  | KHVYPKNSVV |  | RKSHL      |  |            |  |            |

A: Аланін

C: Цистеїн

D: Аспарагінова кислота

E: Глутамінова кислота

F: Фенілаланін

G: Гліцин

H: Гістидин

I: Ізолейцин

K: Лізин

L: Лейцин

M: Метіонін

N: Аспарагін

P: Пролін

Q: Глутамін

R: Аргінін

S: Серин

T: Треонін

V: Валін

W: Триптофан

Кодований геном білок за функцією належить до гідролаз. 
Білок має сайт для зв'язування з іонами металів, іоном магнію, іоном марганцю. 
Локалізований у пероксисомах.